# Лев
Лев або пантера лев (Panthera leo) — вид хижих ссавців з роду пантер родини котових, родом з Африки та Індії. У них м'язисте, тіло з широкими грудьми, коротка, округла голова, круглі вуха і темний, волохатий чубчик на кінчику хвоста. Вид статево диморфнічний — дорослі самці левів більші за самок і мають яскраво виражену гриву. Це соціальний вид, що утворює групи, що звуться прайдами. Левиний прайд складається з кількох дорослих самців, споріднених самок і левенят. Групи самок левів зазвичай полюють разом, здебільшого на середніх і великих копитних. Лев є верхівковим і ключовим хижаком своєї екосистеми.
Лев мешкає на трав'янистих місцевостях, у саванах і скребах. Зазвичай він веде більш денний спосіб життя, ніж інші дикі коти, але у разі небезпеки пристосовується до активності вночі та в сутінках.
У період неоліту лев мешкав по всій Африці та Євразії, від Південно-Східної Європи до Індії, але зараз його популяція скоротилася до фрагментарних популяцій в Африці на південь від Сахари та однієї популяції на заході Індії. З 1996 року лев занесений до Червоного списку МСОП як вразливий вид, оскільки його популяції в африканських країнах скоротилися приблизно на 43 % з початку 1990-х років. Популяції левів нежиттєздатні поза межами визначених природоохоронних територій. Хоча причини скорочення до кінця не з'ясовані, найбільше занепокоєння викликають втрата середовища існування та конфлікти з людиною.
Лев — один з найвідоміших символів у людській культурі, його часто зображують у скульптурах і картинах, на національних прапорах, у літературі та фільмах. Левів утримували у звіринцях ще з часів Римської імперії, а з кінця XVIII століття вони стали ключовим видом для експонування в зоологічних садах по всьому світу. Культурні зображення левів були відомі ще в Стародавньому Єгипті, а також зустрічаються практично у всіх давніх і середньовічних культурах на території історичного та сучасного ареалу Panthera leo.

## Зовнішній вигляд
Леви — єдині кішки, у яких самці виразно відрізняються від самиць. Дорослі леви-самці відрізняються великою гривою і є набагато більшими за левиць. Лев вважається дорослим у 5 років і до цього моменту набирає свого оптимального «бойового» розміру. Самці важать 150—225 кг, в окремих випадках — до 240 кг при довжині тіла без хвоста 1,7—2,5 м, хвіст — 90—110 см, висота в загривку 90—125 см. Маса самиць становить 100—150 кг, в окремих випадках до 160 кг. Найважчий лев був убитий в 1936 році в Трансваалі, він важив 313 кг (книга рекордів Гіннеса). Зазвичай звірі в неволі більші. У 1970 році в Лондонському зоопарку було зареєстровано рекордну вагу лева 375 кг. Лев відрізняється від свого найближчого родича тигра пропорціями тіла. Так, тигр трішки довший, а лев вищий в плечах і має трохи більш витягнутий череп, але в основному ці дві великі кішки мають приблизно однакові розміри, а також однакову силу. Наприклад, сила укусу тигра і лева може досягати 450 кг, а сила удару лапою досягає 180 кг, швидкість удару лапою досягає 6 м/с[джерело?]. Спосіб життя левів нетиповий для великих кішок. Леви живуть великими сімейними групами — прайдами. Полюють і доглядають за дитинчатами, в основному самиці, самці ж охороняють територію. Бої за самиць часто закінчуються смертю самця-захисника або претендента. Деякі прайди спеціалізуються на одному з видів здобичі (є леви, які полюють на слонів). Дорослий самець здатний з'їсти більше 30 кг м'яса за раз. Ситий лев може проспати майже 20 годин. При нагоді вбиває представників інших котячих, таких як гепарди і леопарди. Іноді їхніми жертвами стають гієни.

## Поведінка
Леви мешкають у степах і саванах і полюють на тварин середнього і великого розміру, насамперед, на копитних. Здобувати великих тварин (буйволів і жираф) їм допомагає колективний спосіб життя. Леви розходяться і займають певні позиції. Є леви-загоничі, вони підкрадаються до жертви на невелику відстань, після чого кидаються на здобич, спрямовуючи вибрану тварину на групу, що очікує в засідці. Самець допомагає завалити велику здобич, якщо потрібна груба сила і вага.
У сутінках тактика полювання міняється, левиці одна за одною безшумно прямують у темряві і оточують стадо копитних. Якщо самці допомагають їм, декілька грізних рикань поженуть переляканих тварин туди, де їх чекають леви. Таким чином вони живляться великими тваринами такими як слон, носоріг, бегемот, великі буйволи, прудконогі газелі. Ще вони рідко нападають на них зграєю.
Коли зебр і гну багато, леви харчуються майже виключно ними. Лев зазвичай їсть раз на два-три дні, але здатний обходитися без їжі кілька тижнів. Серйозною небезпекою голод стає після того, як стада починають сезонну міграцію по рівнинах. Так, левиця з безпорадними новонародженими левенятами іноді залишається сама, коли стада копитних мігрують, а за ними мігрує і її прайд.
Леви поїдають здобич в суворо встановленому порядку: спочатку розпорюють черевну порожнину і з'їдають серце, печінку і нирки, а потім м'ясо разом зі шкурою. Панівний самець їсть першим, навіть якщо ніякої участі в полюванні не брав. Якщо дичини в цей час року багато, і він не надто голодний, то інші члени прайду теж можуть бути допущені до бенкету. Інакше вони вимушені чекати, поки він не насититься, і лише тоді уривають свою частку. Левенята їдять останніми, якщо для них ще щось залишається, і нерідко панівний самець стежить, щоб вони отримали хоч які-небудь залишки.
У період спаровування стосунки між партнерами дуже ніжні. Панівний лев злучається з самицею, у якої настала тічка, кожні двадцять-тридцять хвилин — і так годинами.
Леви звикли до періодів надлишку і нестачі їжі, тому, коли їжа є, вони наїдаються досхочу. Наївшись, лев стає сонним і лягає спати, а біля залишків туші збираються шакали, грифи і гієни. Ситі леви сплять у малих острівцях тіні або в траві нагрітої сонцем савани по 20 годин на добу.

### Прайд

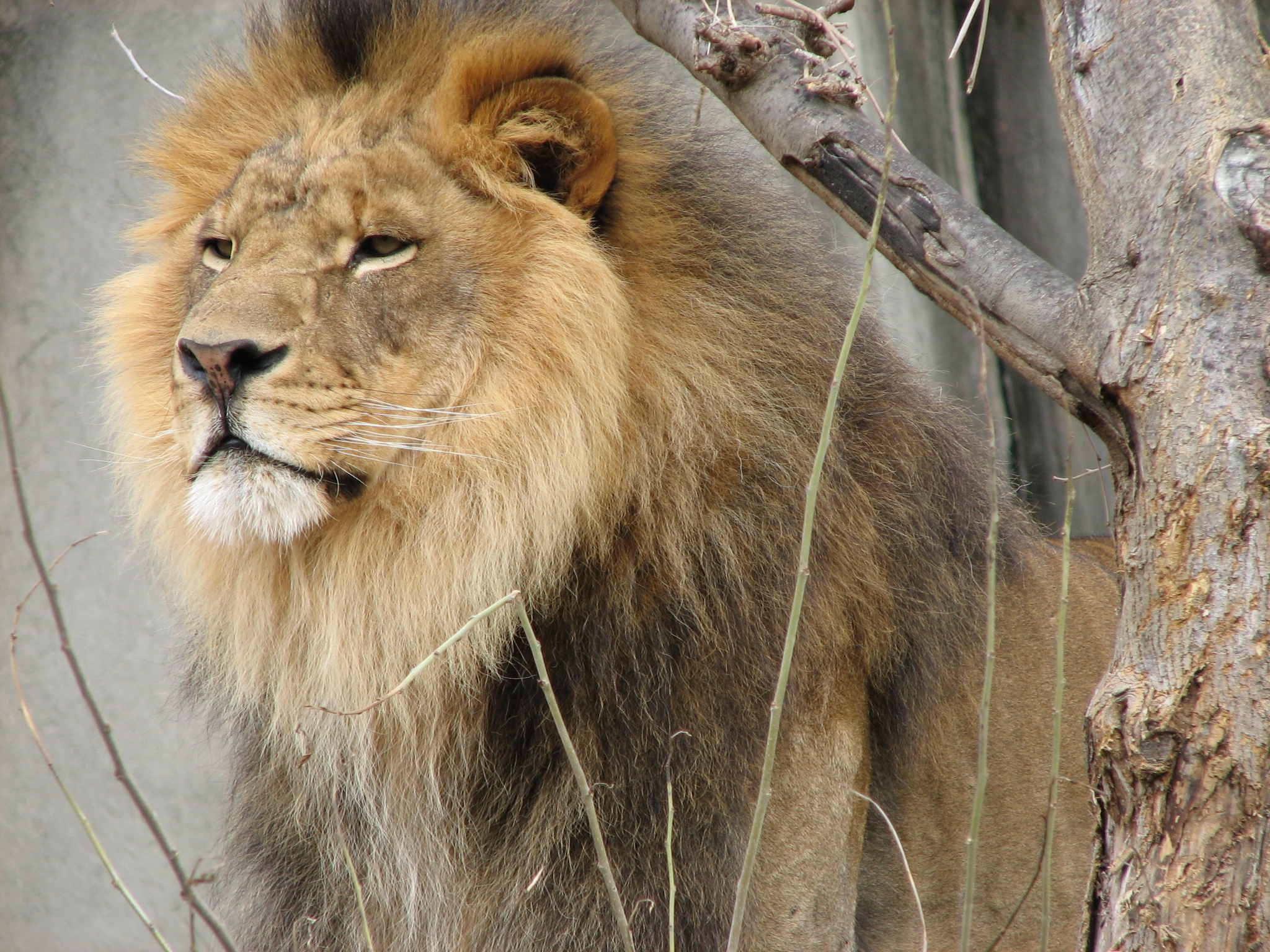
Дорослий самець лева

Леви є хижими ссавцями і живуть в сімейних групах, так званих прайдах. Прайд складається з одного-трьох самців, кількох статевозрілих самиць і левенят обох статей. Самиці займаються полюванням для прайду, а самці — охороною території.
У прайді рідко зустрічається більше трьох дорослих самців, тому що, підростаючи, молоді леви починають відвойовувати верховенство ватажка. Якщо їм це не вдається, їх зазвичай виганяють з прайду, і вони або створюють свій власний, або якийсь час ведуть самотнє життя. Предки левів, як і решти котячих, були одинаками. Тому, незважаючи на соціальний устрій зграй, характер левових прайдів доволі унікальний. Ієрархія всередині прайду або виражена слабко, або зовсім відсутня, що вкрай нетипово для зграйних тварин. Ця особливість виражається в постійних конфліктах всередині прайду і в тому, що, як правило, жоден з левів, навіть дорослий самець, не володіє беззаперечним авторитетом. З цього також випливає, що в левових громадах не буває ватажка. Попри те, що дорослий самець є найсильнішою особиною в прайді, він не ухвалює жодні рішення. Коли йти на полювання, на яку тварину нападати, на яку територію перейти у пошуках здобичі — все це вирішують самиці, але навіть вони не діють згуртовано. На полюванні, як правило, кожен лев сам вибирає собі ціль; іноді вони розбиваються на пари, які діють спільно. Все це дуже незвично для соціальних тварин і говорить про те, що лев'ячий прайд не є зграєю, в загальному розумінні цього слова. Це швидше група сильних осіб, присутніх разом з потреби, але які так і не навчилися діяти як одна команда.
Постарілих і хворих левів прайд захищає: так, наприклад, якщо лев не може полювати через травми, отримані на полюванні, його допускають до трапези.

### Розмноження
Через три з половиною місяці після спаровування вагітна левиця йде від прайду, відшукує відокремлений, зарослий травою куточок і там народжує потомство. Левенята народжуються сліпими і безпорадними. Виживає в більшості випадків не більше половини всіх левенят.
Левенята смокчуть материнське молоко з народження і до шести-семимісячного віку. Потім вони їдять тільки м'ясо. У віці близько двох місяців левенята приєднуються до прайду.

### Ритуали домінування
Межі території свого прайду панівний лев мітить, порскаючи на кущі сумішшю сечі і виділень анальних залоз і оповіщає про те, що територія належить йому, громовим ревінням. У основі такої територіальної поведінки лежить потреба захистити самок прайду, яких він вважає за свою власність, від зазіхання інших самців, а тому їхня мисливська ділянка автоматично стає його територією.
Коли молодий лев або кілька таких левів починає виявляти цікавість до певних володінь, це означає війну. Левиці ж відганяють будь-яку чужу самицю, яка спробує приєднатися до прайду.

## Підвиди

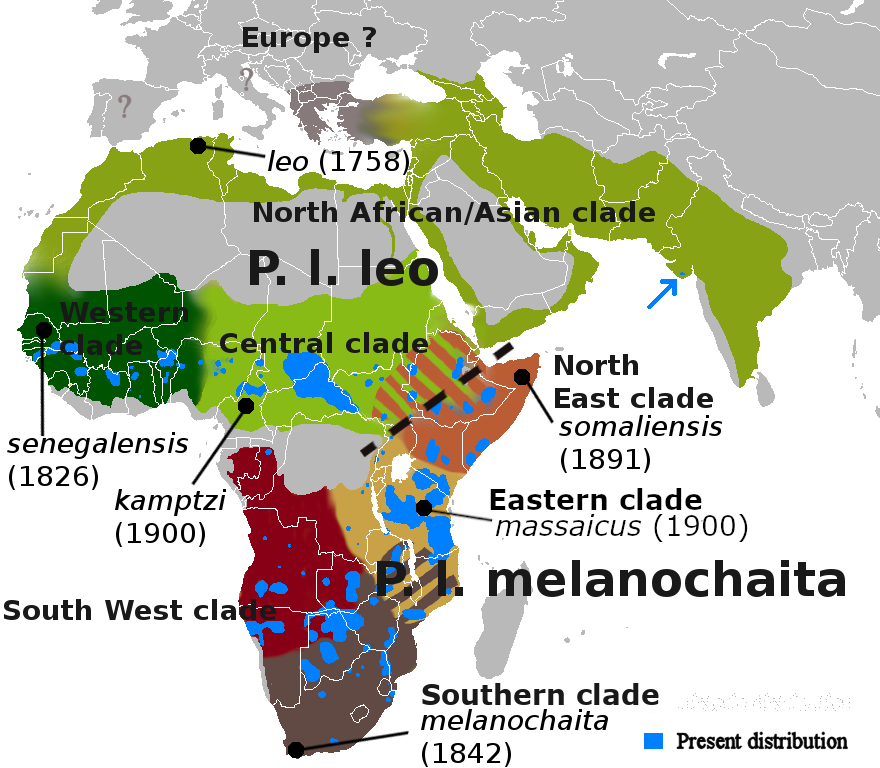
Два підвиди згідно з генетичними дослідженнями

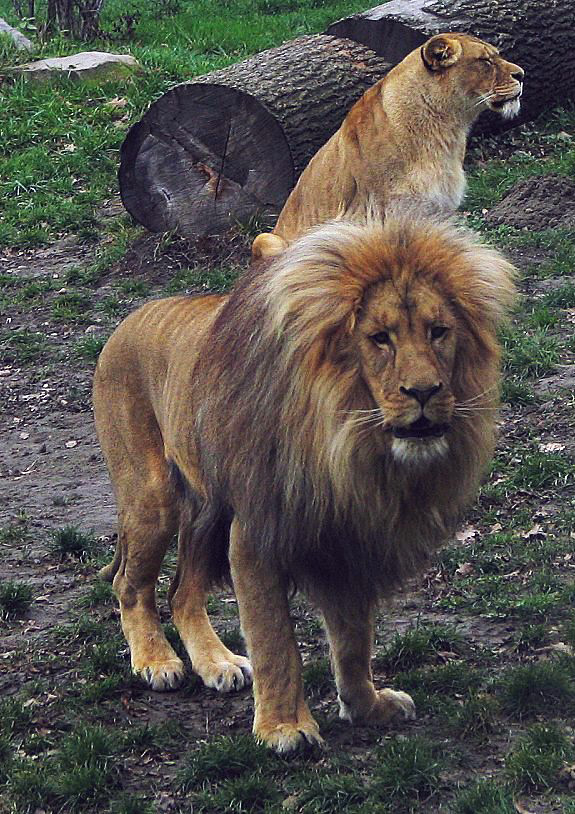
Катанзький лев

Результати сучасних досліджень вказують на існування лише двох підвидів лева:
- Panthera leo leo — номінальний підвид лева має у своєму складі азійського лева, регіонально вимерлого берберійського лева та популяції левів у західній і північній частині Центральної Африки.
- Panthera leo melanochaita — має у своєму складі вимерлі популяції капських левів і левів регіонів Східної та Південної Африки.

Проте, ймовірно, існує певний ступінь гібридизації між обома підвидами на півночі Центральної Африки. Аналіз ДНК з нещодавнього дослідження показує, що леви Центральної Африки походять як від північних, так і від південних левів, оскільки вони групуються з P. leo leo у філогенії на основі мтДНК, тоді як їхня геномна ДНК вказує на більш тісний зв'язок з P. leo melanochaita.
Зразки левів з деяких частин Ефіопського нагір'я об'єднуються генетично із зразками з Камеруну та Чаду, тоді як леви з інших районів Ефіопії групуються зі зразками зі Східної Африки. Тому дослідники припускають, що Ефіопія є зоною контакту між двома підвидами. Дані по всьому геному історичного зразка лева дикого походження з Судану показали, що він згрупований з P. l. leo у філогенії на основі мтДНК, але з високою спорідненістю з P. l. melanochaita. Цей результат припустив, що таксономічне положення левів у Центральній Африці може вимагати перегляду.

### Історичні класифікації
У XIX й XX століттях було описано понад десяти підвидів левів, що відрізняються розмірами, формою гриви, проте на початок ХХІ сторіччя більшість з них визнано популяціями:
- Азійський або індійський лев (P. leo persica) був поширений на території південної Євразії від Греції до Індії. Зараз збереглося близько 300 особин в Гирському заповіднику в штаті Гуджарат, Індія.
- Атласький або берберійський лев (P. leo leo) був поширений на півночі Африки в Атлаських горах. Відомі зі старовини — саме атлаські леви містилися у бестіаріях римських імператорів. Останній лев був знищений у Марокко в 1922 році.
- Сенегальський лев (P. leo senegalensis) — поширений на території Західної Африки, під загрозою зникнення.
- Лев Північного Конго (P. l. azandica).
- Східноафриканський, або нубійський (P. leo nubica) — мешкає у Східній Африці.
- Катанзький лев (P. leo bleyenberghi) — мешкає в Анголі і на півдні Конго (назва від провінції Катанга); під загрозою зникнення.
- Південноафриканський, або трансваальський лев (P. leo krugeri).
- Капський лев (P. leo melanochaita) — останній лев знищений в 1860 році.

### Доісторичні підвиди
Інші підвиди левів або сестринські види до сучасного лева існували в доісторичні часи:
- Шріланкійський лев (P. l. sinhaleyus) — доісторичний підвид лева з Шрі-Ланки, вимер ще 37 000 років до н. е.[11].
- Американський лев (Panthera leo atrox) — мав поширення в Америці від Канади до, можливо, Патагонії[12]. Виник, коли популяція печерних левів стала ізольованою на південь від Кордильєрського льодовикового щита приблизно 370 000 років тому[13][14]. Скам'янілість з Едмонтона датується 11 355 ± 55 роками тому[15].
- Ранній європейський печерний лев (P. l. fossilis) — був більшим за сучасного лева і жив у середньому плейстоцені. Фрагменти кісток були розкопані в печерах Великої Британії, Німеччини, Італії та Чехії[16][17].
- Лев печерний (P. l. spelaea) (у тому числі східносибірський лев) — зустрічався в Євразії та Берингії у пізньому плейстоцені. Вимерли через потепління клімату або людську експансію 11 900 років тому[18]. Фрагменти кісток, розкопані в печерах Європи, Північної Азії, Канади та Аляски, вказують на те, що ареал простягався від Європи через Сибір до західної Аляски[19]. Ймовірно, походить від P. fossilis[20] і був генетично ізольованим та сильно відрізнявся від сучасного лева в Африці та Євразії[20][21]. Він зображений на палеолітичних печерних розписах, різьбленні зі слонової кістки та глиняних бюстах[22].

## Еволюція

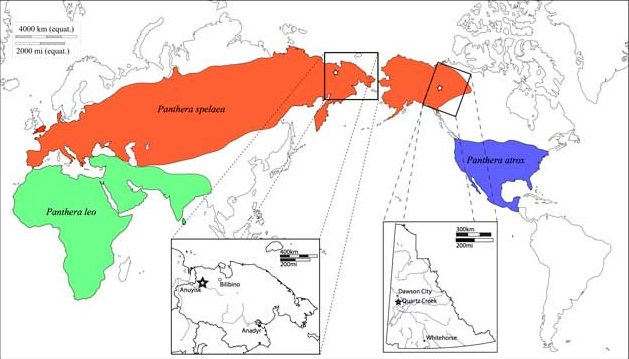
червоним — Panthera spelaea
синім — P. atrox
зеленим — P. leo
Максимальний ареал сучасного лева
та його доісторичних родичів
у пізньому плейстоцені

Філогенетична лінія роду Panthera зазнала генетичної дивергенції від спільного пращура Felidae приблизно 9,32 — 11,75 мільйона років тому і, швидше за все, географічне походження роду північ Центральної Азії. Згідно результати аналізів філогенетичної спорідненості лева; доведено, що він утворює сестринську групу з ягуаром (P. onca), дивергенція з яким відбулась 3,46—1,22 мільйона років тому, але також з леопардом (P. pardus), дивергенція з яким відбулась 3,1—4,32 мільйона років тому. Гібридизація між предками лева та снігового барса (P. uncia), можливо, тривала приблизно до 2,1 мільйона років тому. Клада лев-леопард була поширена в азійській та африканській Палеарктиці принаймні з початку пліоцену. Найдавніші скам'янілості, які можна розпізнати як левів, були знайдені в ущелині Олдувай, Танзанія, і, за оцінками, їм до 2 мільйонів років.
Оцінки часу дивергенції ліній сучасного та печерного лева коливаються від 529 000 до 392 000 років тому на основі частоти мутацій за одне покоління сучасного лева. Немає жодних доказів потоку генів між двома лініями, що вказує на те, що вони не мали спільного ареалу. Євразійські та американські печерні леви вимерли наприкінці останнього льодовикового періоду не залишивши мітохондріальних нащадків на інших континентах. Сучасний лев, ймовірно, був широко поширений в Африці протягом середнього плейстоцену і зазнав дивергенції в Африці на південь від Сахари в пізньому плейстоцені. Популяції левів у Східній та Південній Африці відокремилися від популяцій у Західній та Північній Африці, коли екваторіальні тропічні ліси розширилися від 183 500 до 81 800 років тому. Вони мали спільного предка, ймовірно, від 98 000 до 52 000 років тому. Через розширення Сахари 83 100—26 600 років тому популяції левів у Західній та Північній Африці розділилися. У міру того, як тропічні ліси зменшувалися і таким чином створювалися більш відкриті місця проживання, леви переміщалися із Західної до Центральної Африки. Леви з Північної Африки розповсюдилися до Південної Європи та Азії 38 800—8300 роками тому.
Вимирання левів у Південній Європі, Північній Африці та на Близькому Сході перервало потік генів між популяціями левів в Азії та Африці. Генетичні дані виявили численні мутації у зразках левів зі Східної та Південної Африки, що вказує на те, що ця група має довшу еволюційну історію, ніж генетично менш різноманітні зразки левів із Азії та Західної та Центральної Африки. Ціла послідовність геномних зразків левів показала, що зразки із Західної Африки мають спільні алелі зі зразками з Південної Африки, а зразки з Центральної Африки мають спільні алелі зі зразками з Азії. Це явище вказує на те, що Центральна Африка була плавильним котлом популяцій левів після того, як вони були ізольовані, можливо, мігруючи коридорами у басейні Нілу під час раннього голоцену.

## Історія
Максимального свого розповсюдження леви досягли в кінці плейстоцену: приблизно 100 000–10 000 років тому у них був найширший серед ссавців сухопутний ареал. Різні географічні раси або підвиди левів зустрічалися від Аляски і Юкона в Північній Америці до Перу в Південній, по всій Європі, в Азії до Сибіру і на більшій частині Африки. У Північній Америці вони вимерли приблизно 10 000 років тому.
В історичні часи леви мешкали на крайньому півдні Африки і по всій півночі цього континенту, а також по всій Передній Азії, доходячи до Індії, де займали напівпустельні рівнини в північній половині країни, а також Балканського півострова в Європі. На європейському континенті леви були винищені до 100 н. е., а в інших частинах колишнього ареалу леви зникли до кінця XIX століття. В Ірані декілька левів зберігалося до 1942; в Індії їхнє число скоротилося приблизно до 25, і залишилися вони там тільки в Гирському лісі, проте після того, як вони були взяті під охорону, від 1940-х років їхня популяція істотно збільшилася.

## Образ лева в культурі

### Лев в міфології

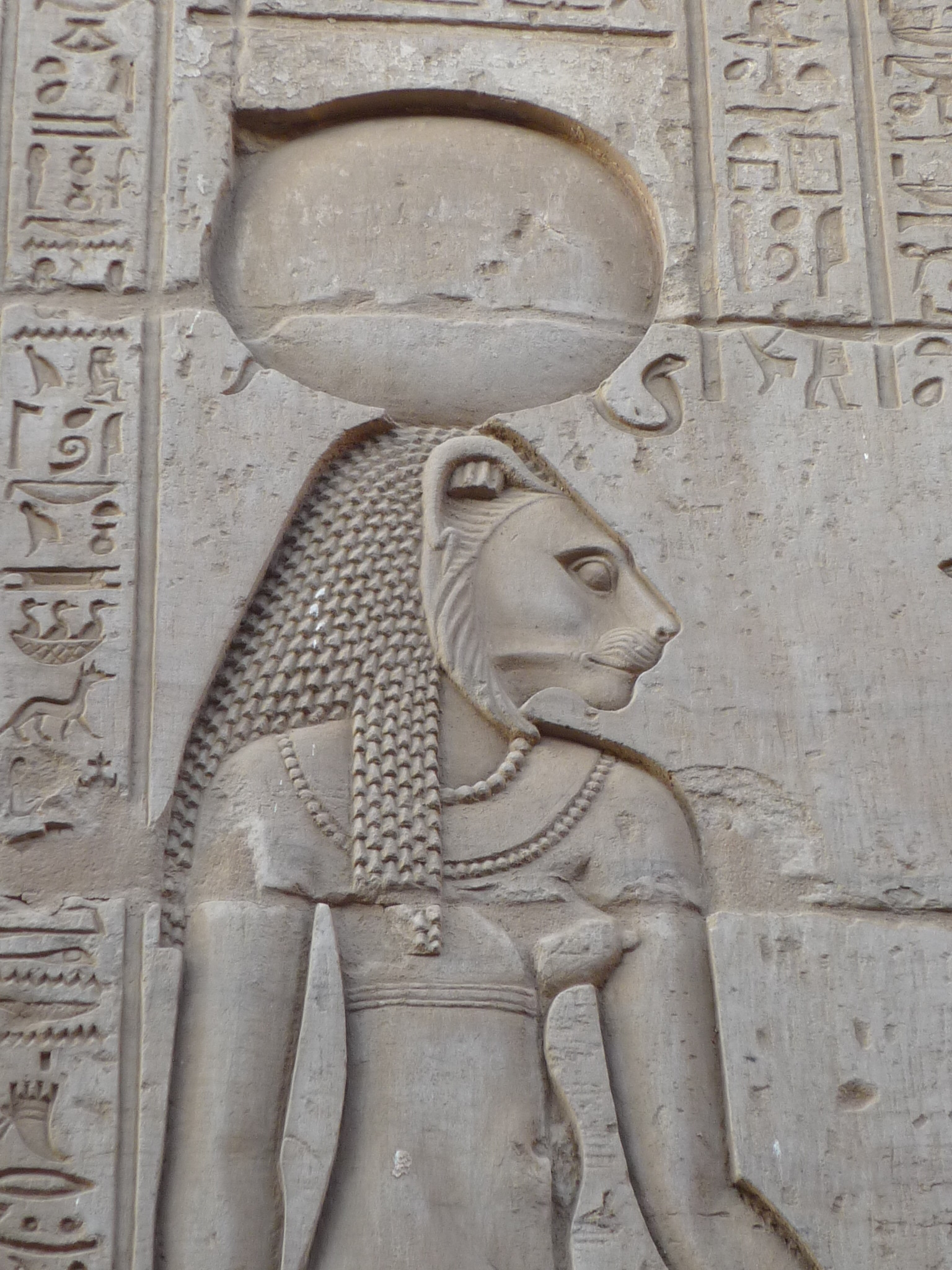
Настінний рельєф Сехмет, храм Ком-Омбо, Єгипет

- Сехмет — єгипетська богиня війни та медицини, дочка бога Ра, що виступає як мстивий прояв його могутності — Око Ра. Також відома, як мати левоголового бога війни, Маахеса та сестра богині-кішки Баст[33]. Сехмет є найбільш представленим божеством у більшості єгипетських колекцій по всьому світу.

У міфі про кінець правління Ра на землі бог сонця посилає богиню Хатхор у вигляді Сехмет знищити смертних, що змовилися проти нього. За міфом, жага крові Сехмет вийшла з-під контролю: вона спустошила Єгипет і майже знищила все людство. Щоб зупинити її, Ра та інші боги вилили на Землю озеро пива, забарвленого червоною охрою під колір крові. Сехмет випила його і сп'яніла настільки, що відмовилася від кровопролиття, мирно повернувшись до Ра.
Під час щорічного фестивалю єгиптяни танцювали, грали музику, щоб заспокоїти гнів богині, і ритуально споживали багато пива та вина, імітуючи сп'яніння, яке зупинило її, коли вона ледь не знищила людство
- У ассирійців та греків леви вважалися за супутників богинь.
- Немейський лев
- У ранньохристиянському мистецтві лев по черзі символізував святого Марка, святого Ієроніма і навіть самого Христа — як «лева від коліна Юда». У Біблії лев також служив порівнянням сатани: «Супротивник ваш диявол ходить, як рикаючий лев.»

Лев в іконописі як одна з 4 істот у пророцтві Єзекиїла (Єз. 1), лев традиційно розуміється як символ одного з євангелістів, Марка.

### Лев у античному мистецтві
- Лев є одним з трьох звірів (інші — рись та вовчиця), які зустріли героя «Божественної комедії» Данте, і символізує владолюбство.

### Лев у символіці

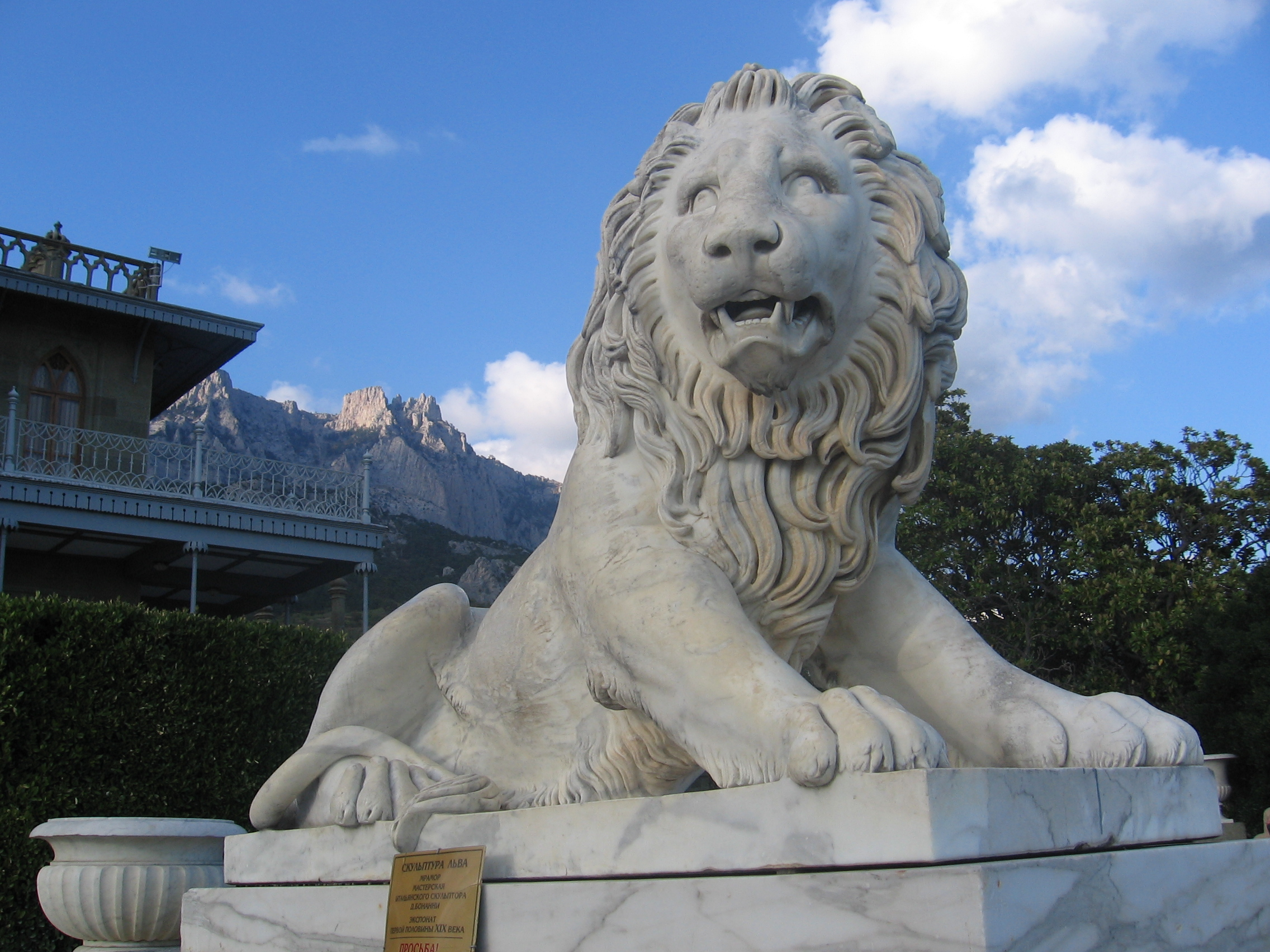
Скульптура лева. Крим, Воронцовський палац

- Лева називають «Царем звірів». Традиційний символ потужності, що втілює силу сонця і вогню. У геральдиці лев символізує королівську гідність і благородство.
- Руський лев
- Юдейський лев
- Лев є центральним елементом герба міста та прапором Львова та Львівської області, що походить від імені Льва, сина короля Данила.
- Львів ТБ (Першим та другим логотипом було зображення лева з двома стрічками синього і жовтого кольору).

### Лев у сучасному мистецтві
- Друга строфа Франкової поеми-казки «Лис Микита» (1890) починається словами «Лев, що цар є над звірами…».
- «Дивовижний чарівник країни Оз» (1900) — Сміливий Лев.
- «Лев, Біла Відьма та шафа» (1950) — Аслан.
- У книжці «Брати Лев'яче Серце» (1973) хлопчики мали прізвище Лев, змінене згодом на Лев'яче серце, що символізувало їхню хоробрість.
- «Король Лев» (1994) — леви зображувався як володарі тварин[34].
- «Примара і Темрява» (1996)
- У «Пісні льоду й полум'я» Лев — Герб Дому Ланістерів і вимерлого Дому Рейнів, який вирізали колись війська Тайвіна Ланістера. Самих Ланістерів у романах часто називають Левами.
- У романах про Гаррі Поттера лев — символ факультету Ґрифіндор. Також Лев у цій сазі символізує хоробрість і благородство — чесноти ґрифіндорських студентів.
- «Мадагаскар» (2005) — Алекс.

## Галерея

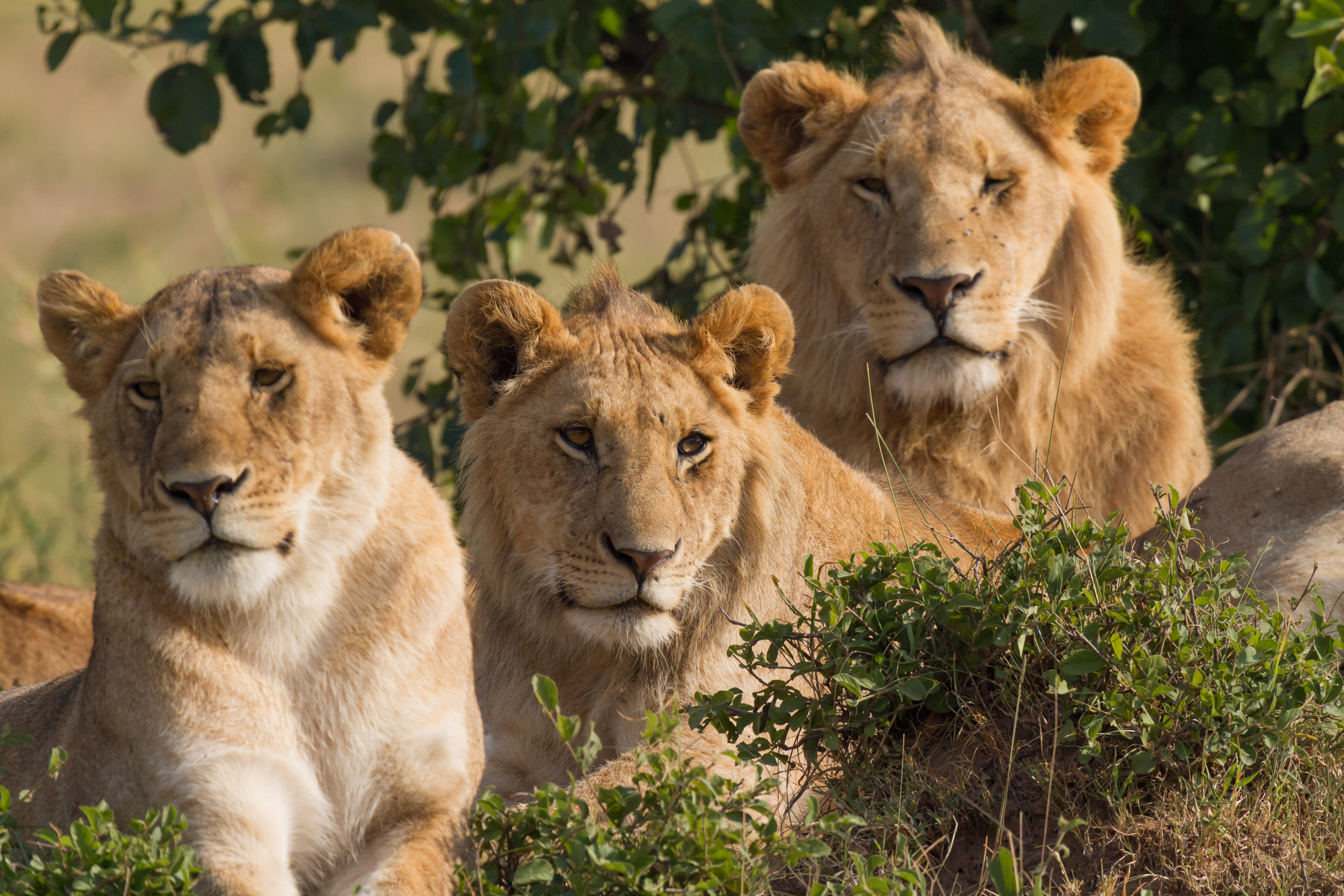
Лев'яча сім'я на південному-заході Кенії
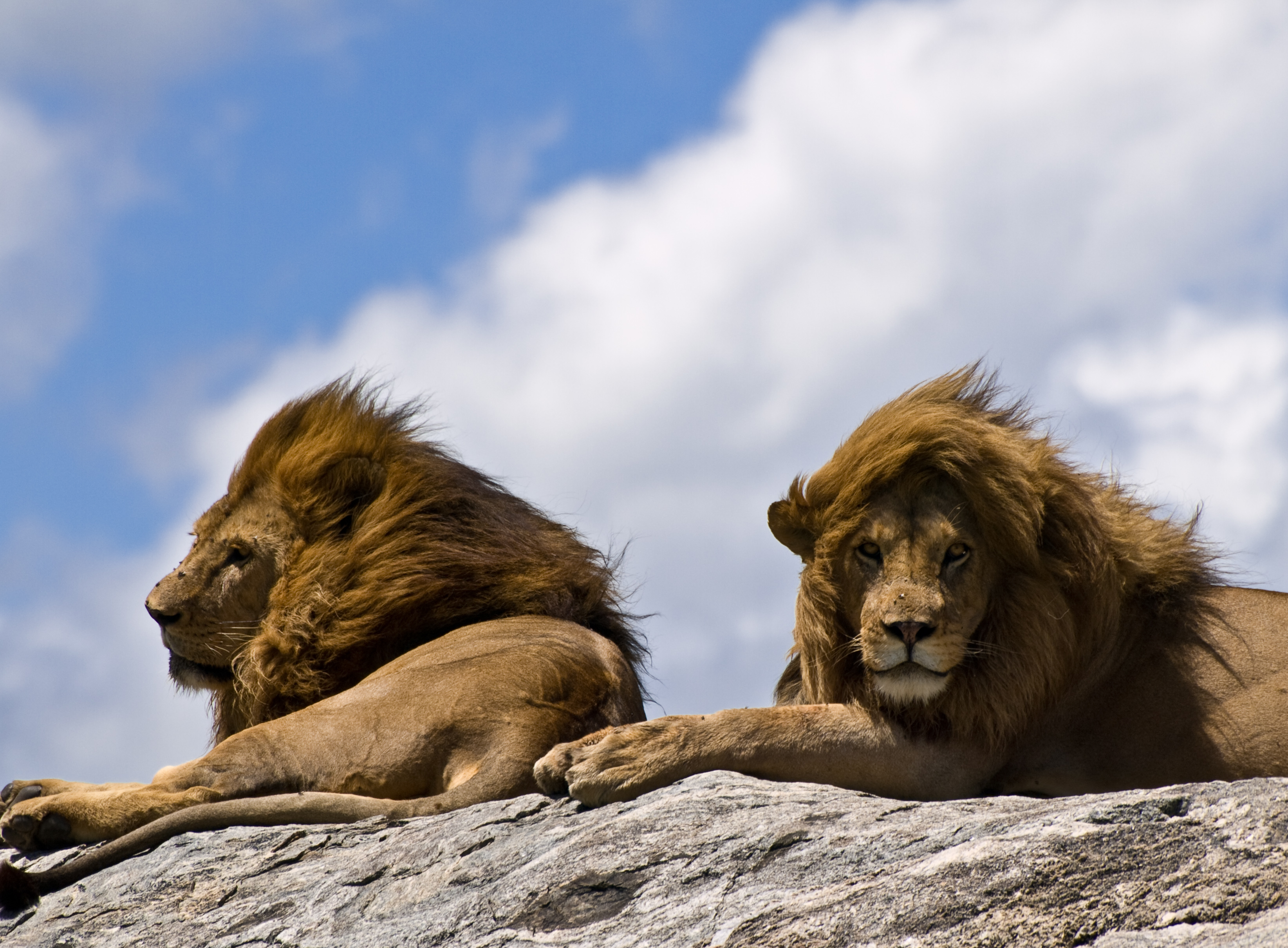
Леви в Танзанії.
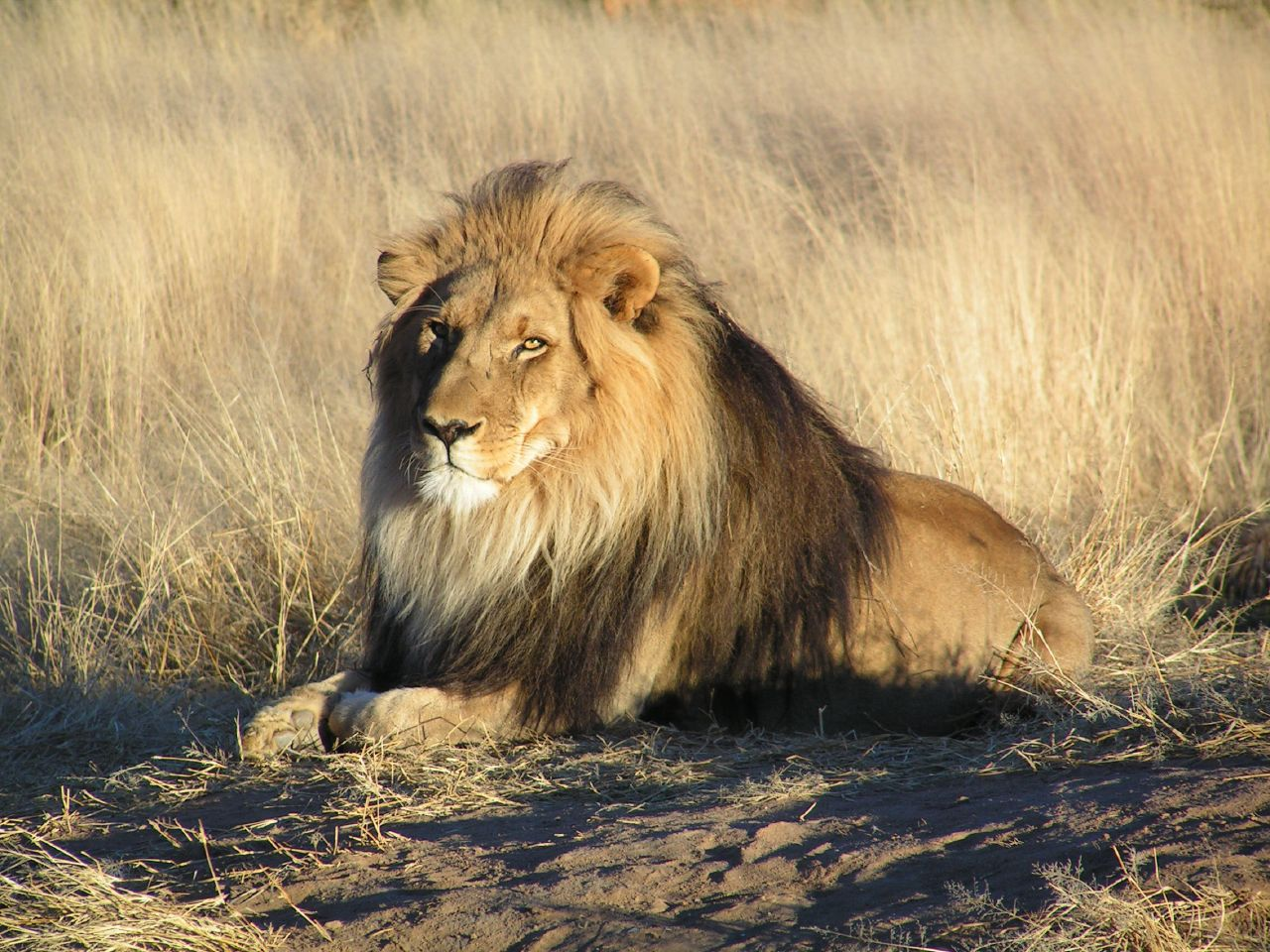
Лев в Намібії.
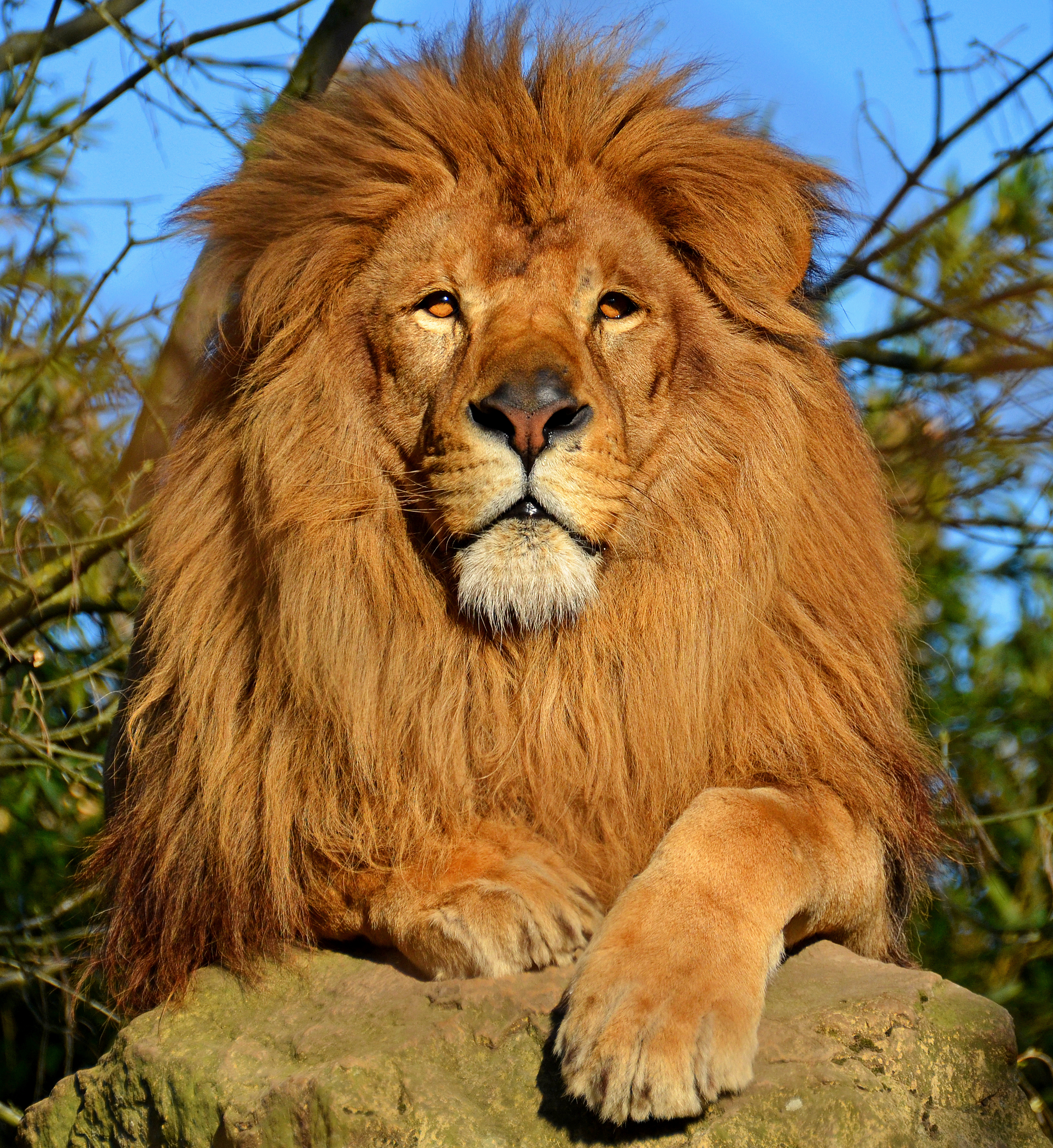
Африканський лев.